# Chaenorhinum minus
Chaenorhinum minus é uma espécie de planta com flor pertencente à família Scrophulariaceae. 
A autoridade científica da espécie é (L.) Lange, tendo sido publicada em Prodromus Florae Hispanicae 2: 577–578. 1870.

## Portugal
Trata-se de uma espécie presente no território português, nomeadamente os seguintes táxones infraespecíficos:
- Chaenorhinum minus subsp. minus - presente em Portugal Continental. Em termos de naturalidade é nativa da região atrás referida. Não se encontra protegida por legislação portuguesa ou da Comunidade Europeia.